# André Luiz (futebolista, 1974)
André Luiz Moreira, mais conhecido como André ou André Luiz (São Paulo, 14 de novembro de 1974) é um ex-futebolista brasileiro.

## Vida pessoal
Desde 2019 namora com a ex-jogadora de futebol Milene Domingues.

## Carreira
Antes mesmo de fazer vinte anos, já era titular do time do São Paulo que ganhou vários títulos no início dos anos 1990. Seu primeiro jogo foi a vitória por 2 a 0 sobre o Bragantino, em 28 de fevereiro de 1993, pelo Campeonato paulista daquele ano. Começou como lateral-esquerdo, mas, por problemas de marcação, acabou sendo usado na meia esquerda.
Com o São Paulo, foi campeão da Taça Libertadores da América, da Supercopa Libertadores e da Copa Intercontinental de 1993, além de bicampeão da Recopa Sul-Americana em 1993 e 1994 e campeão da Copa Conmebol de 1994. Começou a ser questionado pela torcida depois de falhar na final da Taça Libertadores da América de 1994, contra o Vélez Sársfield. Ainda assim, foi convocado para a Seleção Brasileira que conquistou a medalha de bronze nas Olimpíadas de 1996.
Em 1997 foi contratado pelo Banco Excel, parceiro do Corinthians à época, a quem foi repassado. No Campeonato Paulista, marcou o gol do título, justamente contra o clube que o revelou, mas, por causa de seguidas contusões, entrou em campo em apenas cerca de 40% das partidas do Corinthians durante essa passagem pelo clube.
Foi vendido ao Tenerife, da Espanha, ainda naquele ano. Foi emprestado ao Cruzeiro em janeiro de 1999 e defendeu o clube mineiro ao longo daquele ano. Em meados de 2000, depois de uma passagem pelo espanhol Albacete, foi emprestado ao Corinthians, onde ficou por um ano e ganhou o Campeonato Paulista de 2001. Quando o empréstimo venceu, um representante do grupo de investimentos Hicks, Muse, Tate & Furst (parceiro do Corinthians que detinha os direitos do jogador) foi até a Espanha tentar renová-lo, sem sucesso.
Foi parar na França, onde defendeu o Olympique de Marselha e, na temporada seguinte, o Paris Saint-Germain. Voltou ao Corinthians em 2003, para o campeonato brasileiro, mas não atuou mais que cinco vezes e foi para o Fluminense no começo de 2004. No meio do ano, antes do Campeonato Brasileiro, retornou à França, agora para defender o Ajaccio, onde ficou até meados de 2006, quando foi contratado pelo Santos, como um "reforço não-expressivo". Fez algumas partidas durante o Campeonato Brasileiro de 2006, sem grande destaque, e deixou o clube ao fim de seu contrato, em dezembro. Foi então para o Jaguares de Chiapas, do México, para depois seguir ao futebol norte-americano, atuando no San Jose Earthquakes, onde encerrou sua carreira devido a uma lesão no joelho.
Em 2013 começou sua carreira de treinador, e hoje atua como treinador da equipe de base dos Earthquakes.
Sua carreira na Seleção Brasileira durou vinte jogos, em que marco 2 gols.

## Títulos

### Como jogador
São Paulo
- Taça Libertadores da América: 1993
- Supercopa Libertadores: 1993
- Copa Intercontinental: 1993
- Recopa Sul-Americana: 1994
- Copa Conmebol: 1994
- Copa dos Campeões Mundiais: 1995
- Copa São Paulo de Futebol Júnior: 1993

Corinthians
- Campeonato Paulista de Futebol: 1997 e 2001

Cruzeiro
- Copa Centro-Oeste: 1999

Santos
● Campeonato Brasileiro 2004
Seleção Brasileira (Olímpica)
- Olimpíadas: Medalha de bronze em 1996